# Caldecote (Warwickshire)
Caldecote is een civil parish in het Engelse graafschap Warwickshire.